# Hessyan
Hessyan (in arabo حصيان ‎?) è una comunità dell'Emirato di Dubai, negli Emirati Arabi Uniti. Si trova nel Settore 5 nella zona sud-occidentale di Dubai, al confine con l'Emirato di Abu Dhabi.

## Territorio
Il territorio della comunità occupa una superficie di 75,7 km² lungo la costa meridionale di Dubai, al confine con la municipalità di Abu Dhabi.
L'area si trova fra la Sheikh Zayed Road (E 11) a sud e la costa del Golfo Persico a nord, mentre ad ovest confina con la municipalità di Abu Dhabi e ad est è delimitato dalla comunità di Mena Jabal Ali.
Il quartiere è suddiviso in due comunità:
- Hessyan First (codice comunità 511), a est;
- Hessyan Second  (codice comunità 512), a ovest.

Si tratta di una comunità che presenta uno sviluppo misto composto da immobili commerciali e residenziali. Una larga parte dell'area è comunque desertica.
Le aree residenziali si trovano per lo più nella zona est di Hessyan First. Fra questi spiccano i complessi chiamati Veneto e Badrah, che fanno parte della componente di sviluppi sulla terraferma del progetto Dubai Waterfront.
Nell'area si trova una infrastruttura chiamata Palm Cove Canal. Questa infrastruttura, non ancora del tutto completata, fa parte dell'Arabian Canal un canale artificiale previsto della componente di sviluppi sulla terraferma del progetto Dubai Waterfront. Il Palm Cove Canal è largo 140 m e lungo quasi 8 km e la sua costruzione è iniziata nel febbraio 2007 ad opera della società belga Jan De Nul. Il 29 aprile 2008 il canale, i cui lavori sono completati all'80%, è stato allagato completamente.
L'area non è servita dalla metropolitana. La fermata più vicina è quella della Linea Rossa di Life Pharmacy, che dista circa 10 km dal complesso residenziale Veneto. 
Vi sono tuttavia delle linee di superficie che percorrono la Al Hesah Street, che attraversa interamente il quartiere, che servono alcune zone della comunità.